# Festival di San Sebastián 1963
L'11ª edizione del Festival internazionale del cinema di San Sebastián si è svolta a San Sebastián dal 7 al 16 giugno 1963.

## Selezione ufficiale

### Concorso
- Au coeur de la vie, regia di Robert Enrico
- Chronique d'un été (Paris 1960), regia di Edgar Morin e Jean  Rouch
- Das Feuerschiff, regia di Ladislao Vajda
- I giorni del vino e delle rose (Days of Wine and Roses), regia di Blake Edwards
- Del rosa... al amarillo, regia di Manuel Summers
- Il patto dei cinque (Dime with a Halo), regia di Boris Sagal
- L'uomo senza passato (Les dimanches de Ville d'Avray), regia di Serge Bourguignon
- Los inconstantes, regia di Rodolfo Kuhn
- Los viciosos, regia di Enrique Carreras
- Mafioso, regia di Alberto Lattuada
- Sono yo wa wasurenai, regia di Kōzaburō Yoshimura
- La stanza a forma di L (The L-Shaped Room), regia di Bryan Forbes
- Mani sulla luna (The Mouse on the Moon), regia di Richard Lester
- La porta dei sogni (Toys in the Attic), regia di George Roy Hill

### Fuori concorso
- El tejedor de milagros, regia di Francisco del Villar
- Le avventure di topo Gigio, regia di Federico Caldura
- Il giorno e l'ora (Le jour et l'heure), regia di René Clément
- 8½, regia di Federico Fellini
- Una storia milanese, regia di Eriprando Visconti
- Che fine ha fatto Baby Jane? (What Ever Happened to Baby Jane?), regia di Robert Aldrich

## Premi
- Concha de Oro: Mafioso, regia di Alberto Lattuada
- Concha de Plata al miglior regista: Robert Enrico, per Au coeur de la vie
- Concha de Plata alla migliore attrice: Lee Remick, per I giorni del vino e delle rose (Days of Wine and Roses)
- Concha de Plata al miglior attore: Jack Lemmon per I giorni del vino e delle rose (Days of Wine and Roses)